# Miguel Antonio Romero
Miguel Antonio Romero (Cruz del Eje, Córdoba; 19 de julio de 1933-1 de enero de 2017) fue un futbolista argentino que se desempeñaba como delantero; jugó gran parte de su carrera en el Club Atlético Talleres de la Ciudad de Córdoba.
Históricamente, es el jugador masculino con más goles en Talleres, con 163 tantos, y además el que más goles le convirtió a su clásico rival Belgrano con 21 goles en 28 partidos jugados.

## Carrera como futbolista

### Sus inicios en Cruz del Eje
Miguel Antonio Romero nació en la ciudad de Cruz del Eje, de una familia de cinco hijos. Su padre falleció cuando él tenía tres años. De niño y juventud jugó en club atlético Independiente de su ciudad, donde es homenajeado llevando el estadio su nombre como referencia a unos de sus máximos ídolos de la institución.

### Llegada a Talleres
Luego llegó a Talleres en 1955, con toda la incertidumbre de un chico del interior que descubre las luces de la gran ciudad. Todavía no era "la Wanora" y Talleres no había dimensionado cabalmente aún la figura que le había arrebatado a Independiente de aquella localidad a cambio de 55 000 pesos, unos 3934 dólares de acuerdo al cambio de la época.
Después pasó lo que pasó, y “Romerito” se convirtió en una suerte de prócer y referente ineludible de la historia de Talleres. Por su indiscutible trascendencia como jugador, pero también por su perfil humano alejado de vedetismos y polémicas. Allí fue donde se ganó el apodo de “La Wanora”, porque se decía que pasaba el balón por todo el cuerpo del adversario antes de concretar el gol. Es que tejía en los zagueros, tal como funcionaba una novedosa máquina de coser cordobesa, que pasaba la lana por toda la maquinaria. 

### Período en Huracán
Tras jugar en el equipo cordobés es tenido a prueba por Independiente de Avellaneda, club del que fue hincha desde muy chico, y con el que realiza una gira por Perú, aunque es Huracán el que finalmente se hace con su servicio. En Huracán jugó 30 encuentros y convirtió 7 goles, en 1957 y 1958.

### Consagración en Talleres
El fin del período en Parque Patricios lo devuelve a Talleres. Campeón en varias temporadas, profundiza la huella que había iniciado tiempo atrás en la historia de los albiazules. Ídolo amado, cuenta que aún siendo jugador ya trabajaba en Fiat, empresa que engordaba de lujos sus propios equipos con jugadores de gran fama. Terminó su carrera exitosamente, y aún sigue siendo el jugador masculino de Talleres con más goles en la historia del club.

### Después de su retiro
Tras su retiro, continuó trabajando en la sección de mantenimiento de la fábrica Fiat, integrando allí también el equipo de fútbol que mantenía la empresa. También fue entrenador, habiendo conducido clubes de Córdoba como Alas Argentinas, San Lorenzo y Racing, y a las divisiones inferiores de Talleres y Belgrano, como así también al primer equipo de Talleres en dos periodos (1972 y 1993).

## Estadísticas

### Clubes como jugador
| Club     | País      | Años      | Goles |
| -------- | --------- | --------- | ----- |
| Talleres | Argentina | 1955-1957 | 32    |
| Huracán  | Argentina | 1957-1958 | 7     |
| Talleres | Argentina | 1959-1968 | 77    |

Fuente

## Palmarés
| Título          | Club     | País      | Año  |
| --------------- | -------- | --------- | ---- |
| Oficial LCF     | Talleres | Argentina | 1958 |
| Preparación LCF | Talleres | Argentina | 1960 |
| Competencia LCF | Talleres | Argentina | 1960 |
| Clausura LCF    | Talleres | Argentina | 1960 |
| Oficial LCF     | Talleres | Argentina | 1960 |
| Iniciación LCF  | Talleres | Argentina | 1963 |
| Competencia LCF | Talleres | Argentina | 1963 |
| Oficial LCF     | Talleres | Argentina | 1963 |
| Clausura LCF    | Talleres | Argentina | 1964 |